# Дзвиняч (Чортківський район)

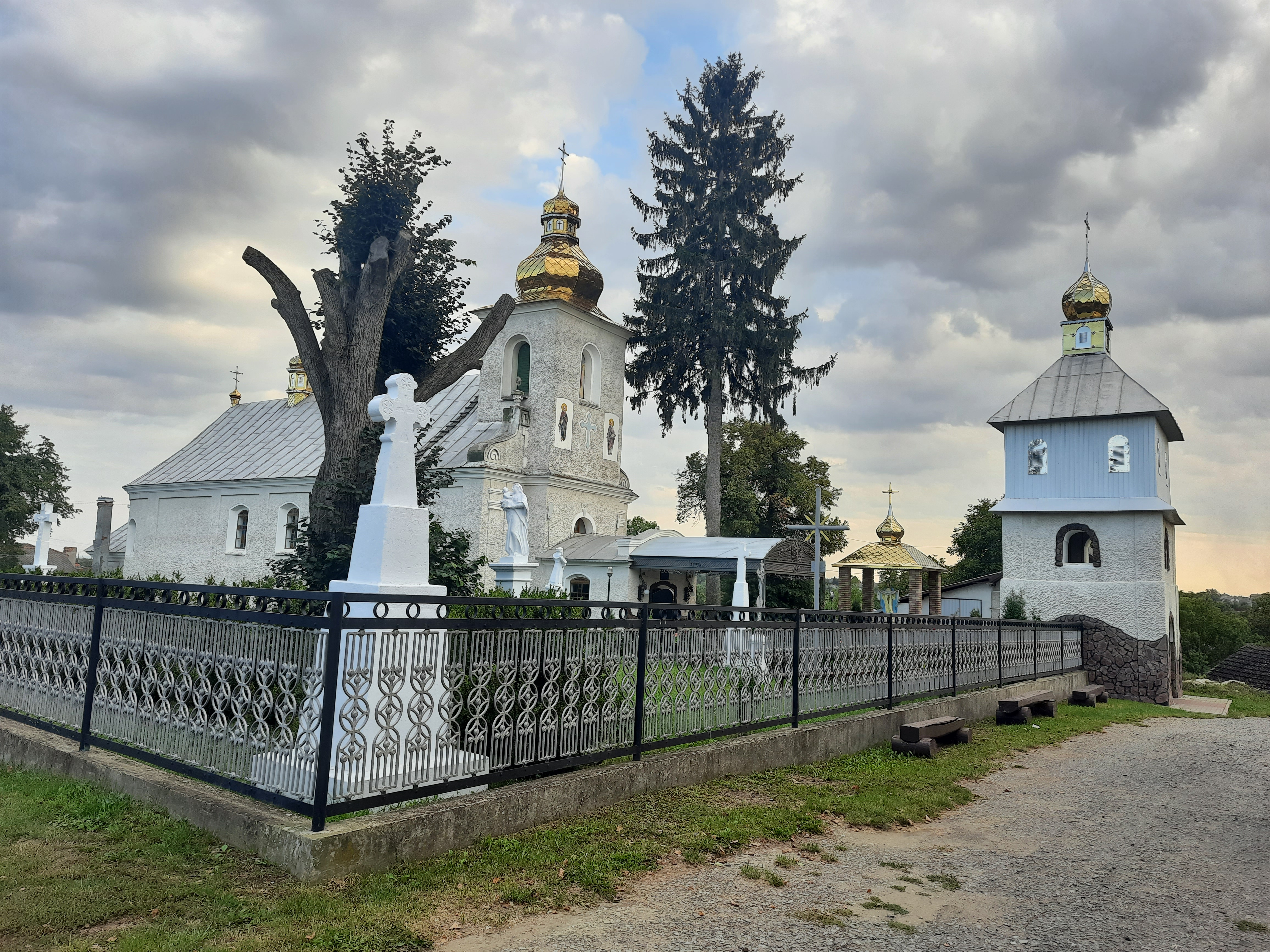
Церква Успіння Пресвятої Богородиці (1791)

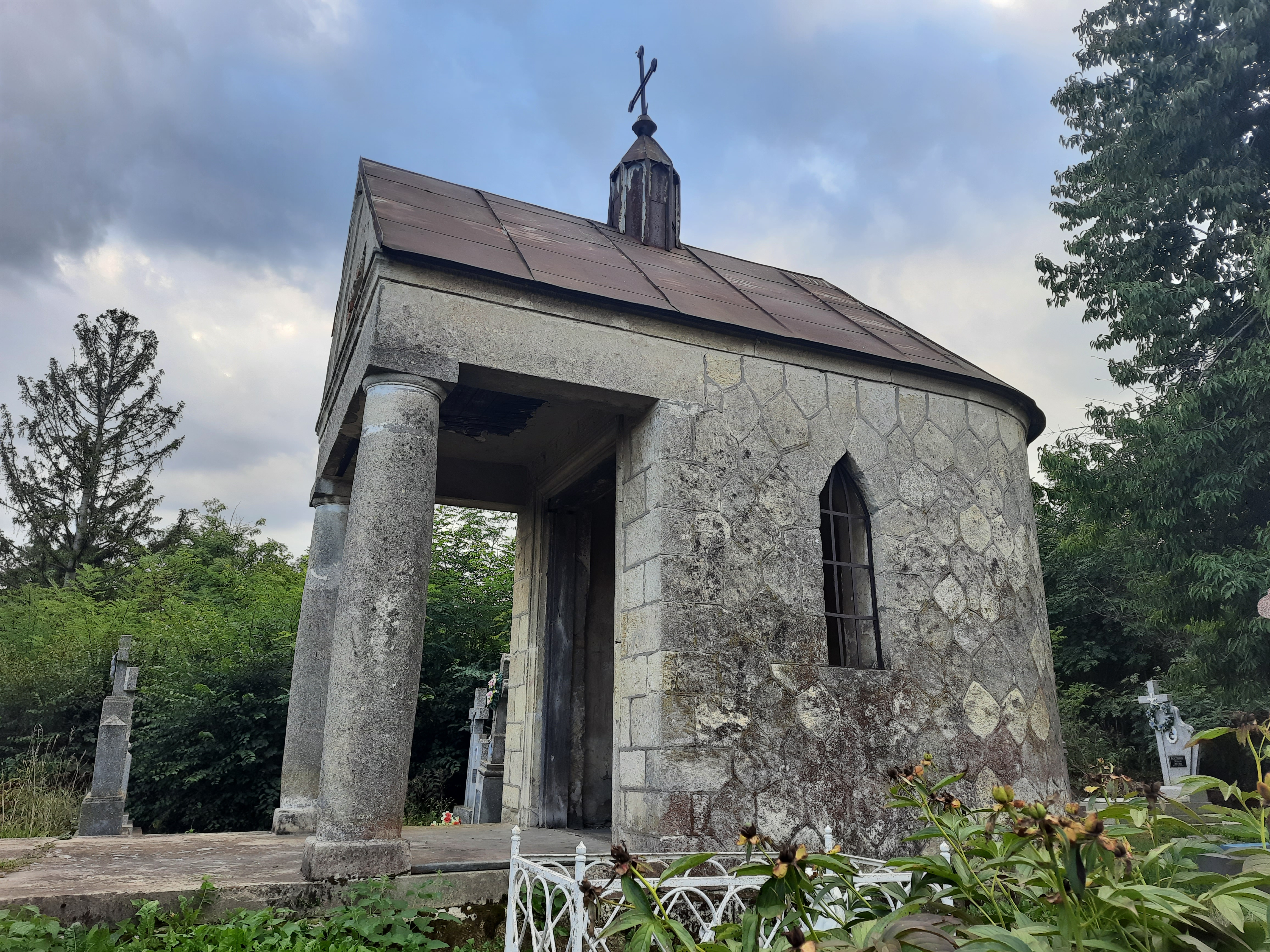
Каплиця Пресвятої Діви Марії 1908р

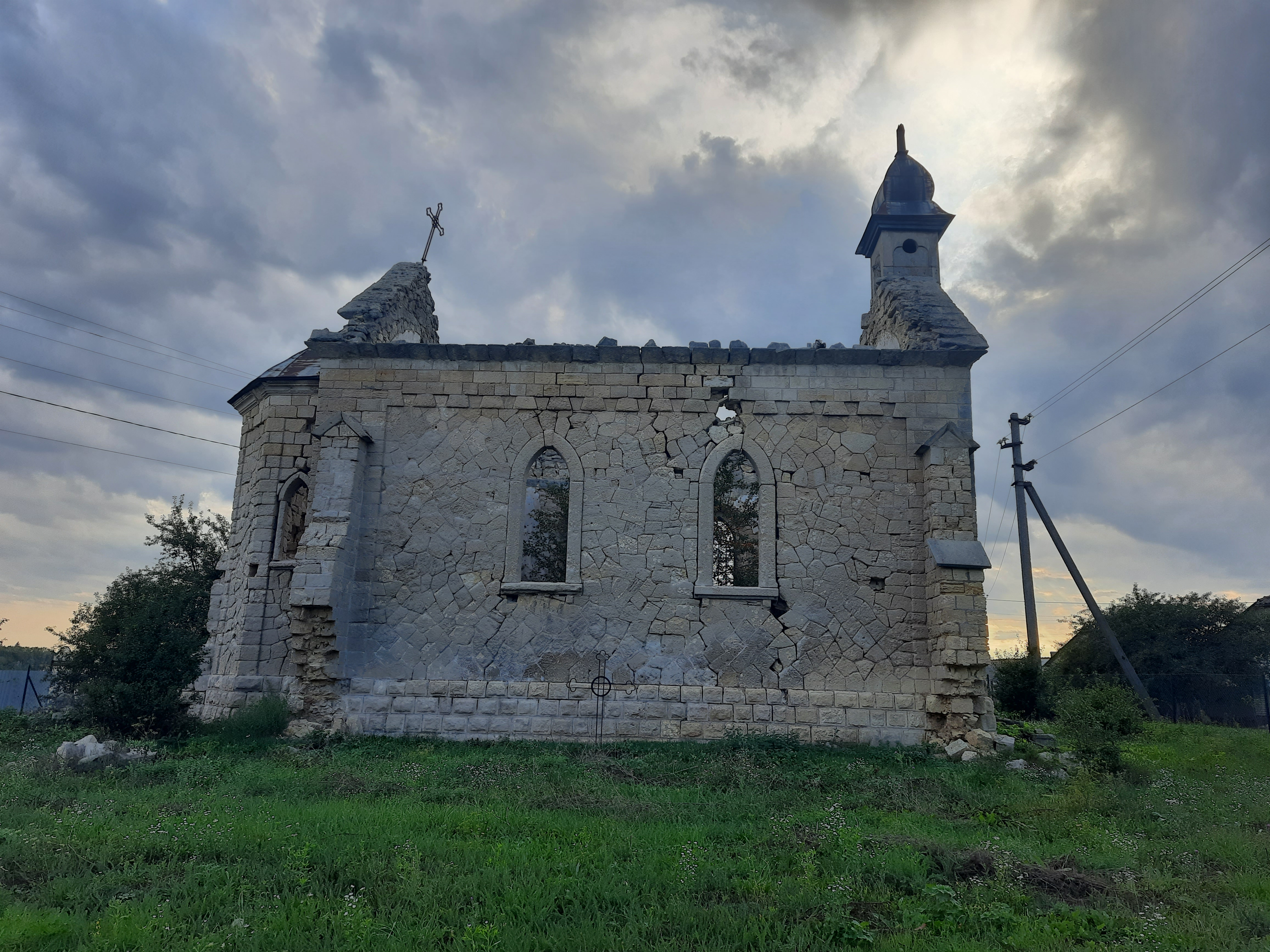
Старий костел

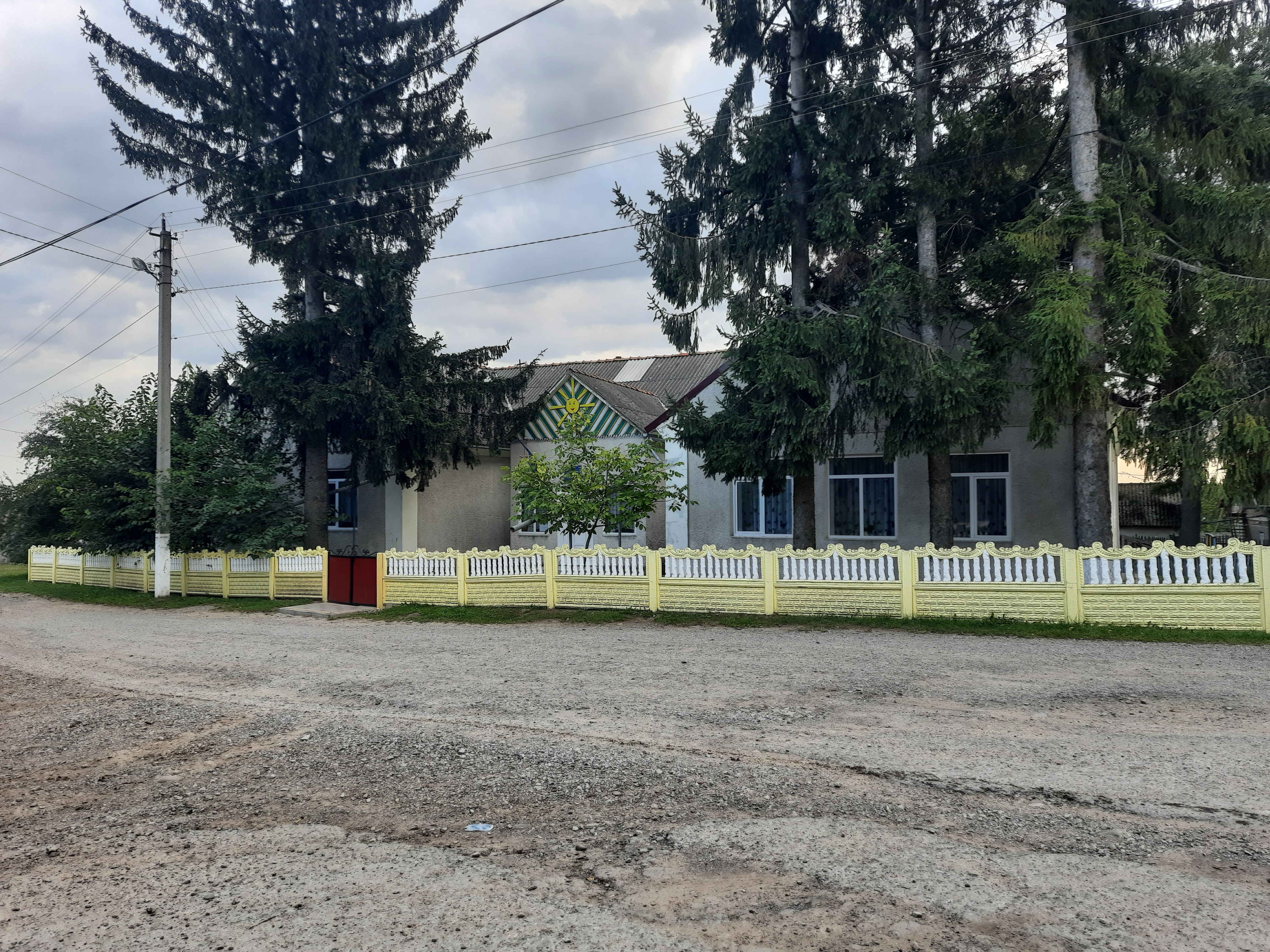
Будівля старої школи

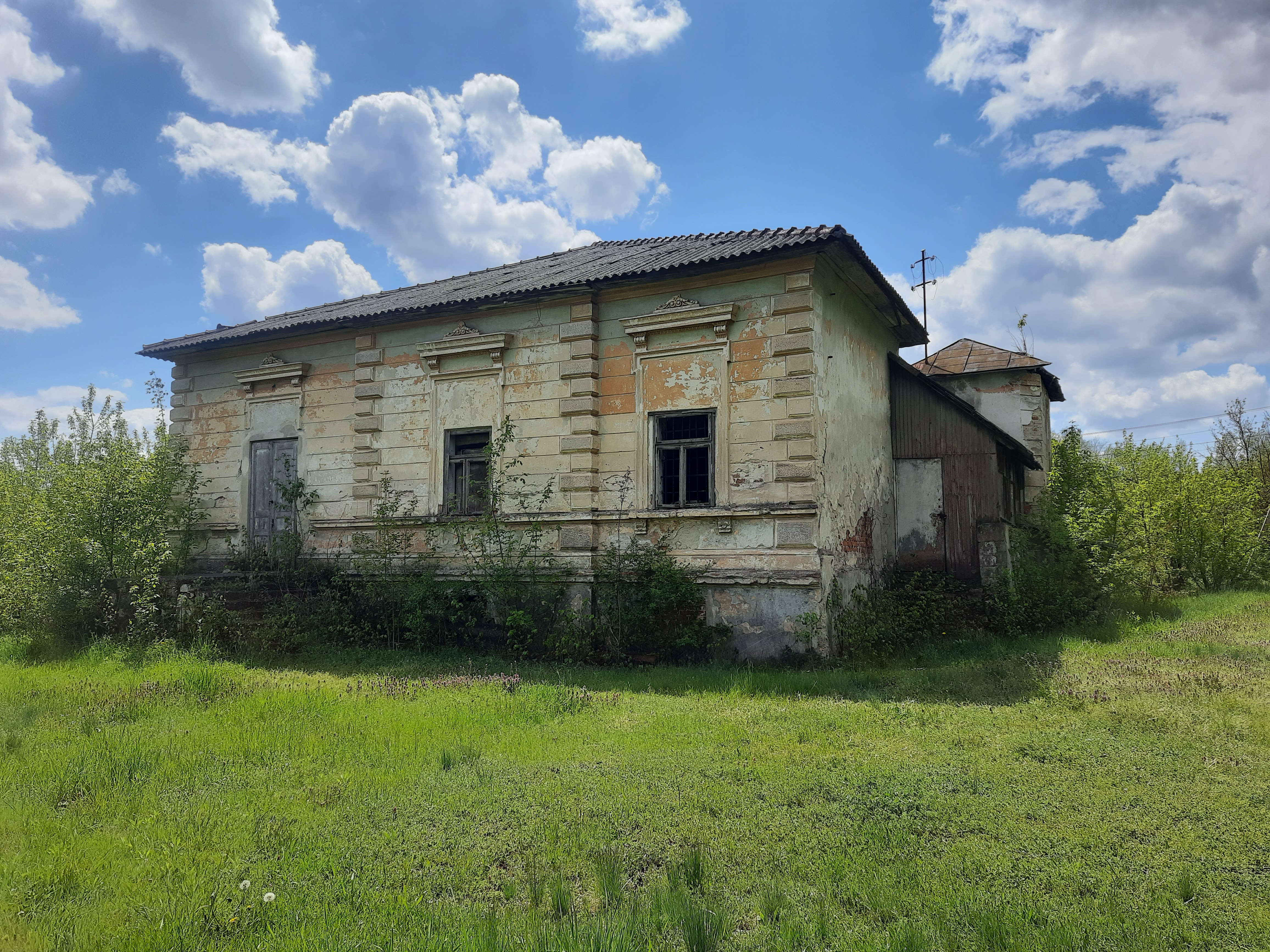
Колишня панська садиба

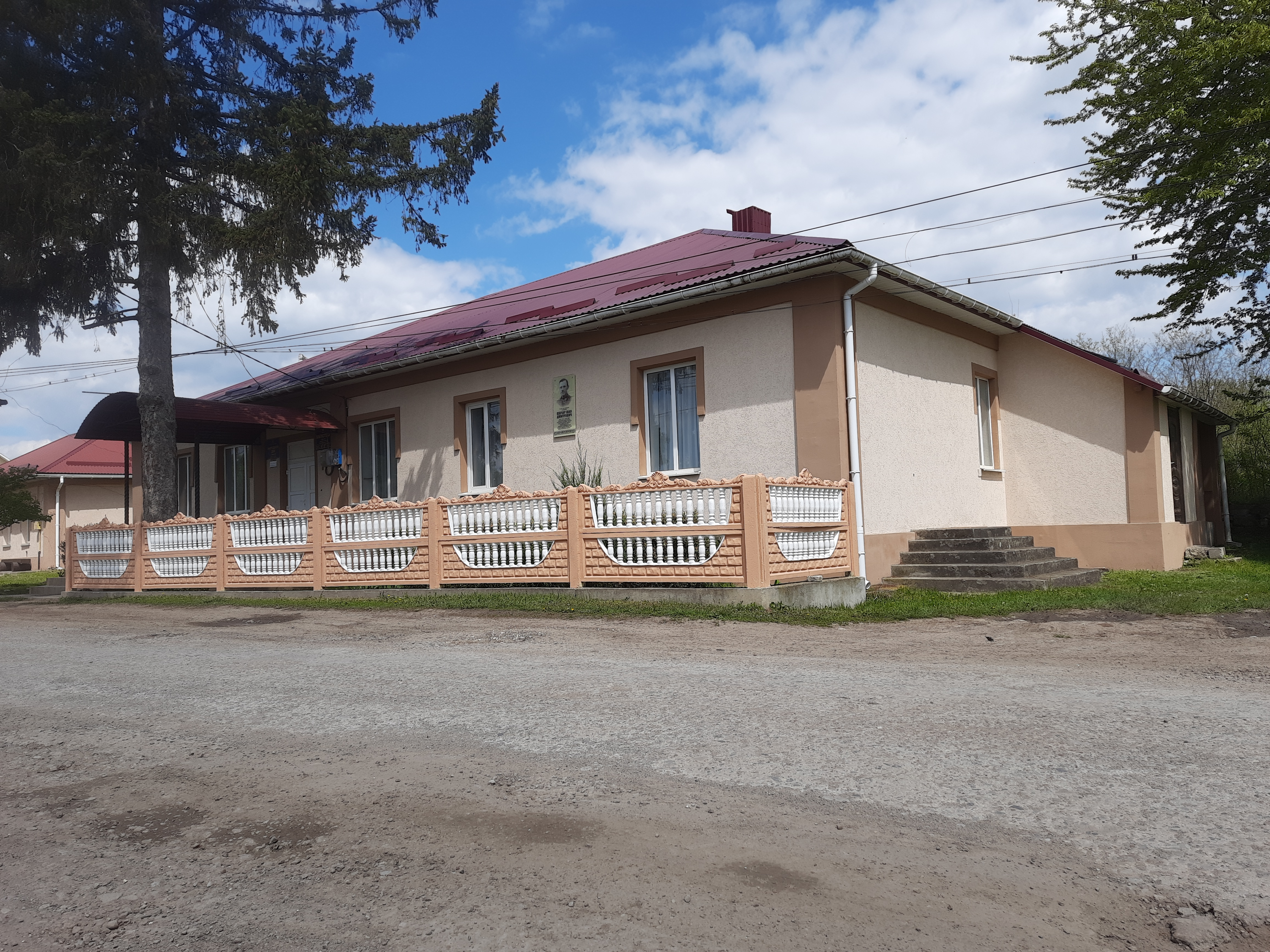
Народний дім

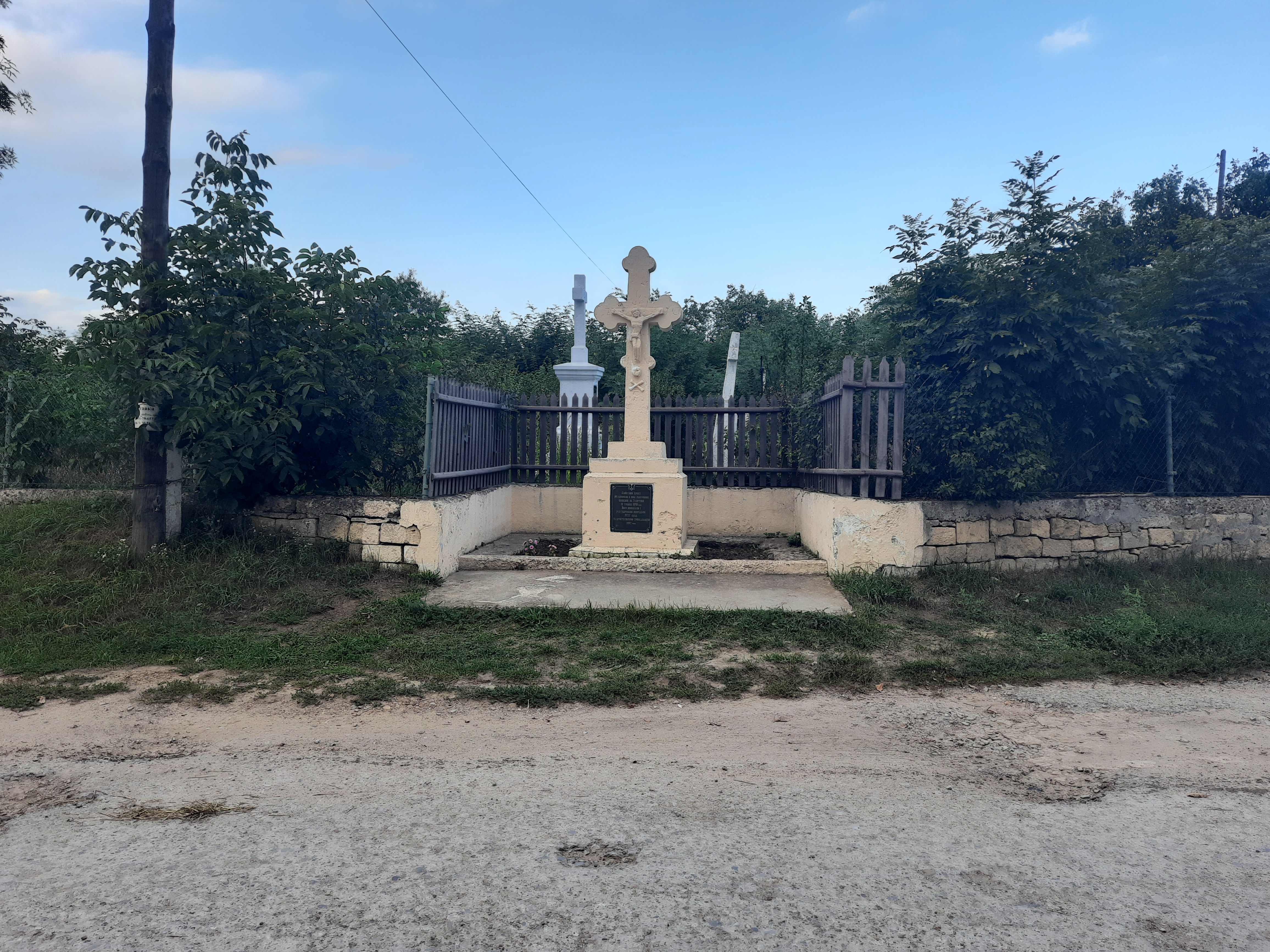
Пам'ятний хрест встановлений з нагоди скасування панщини

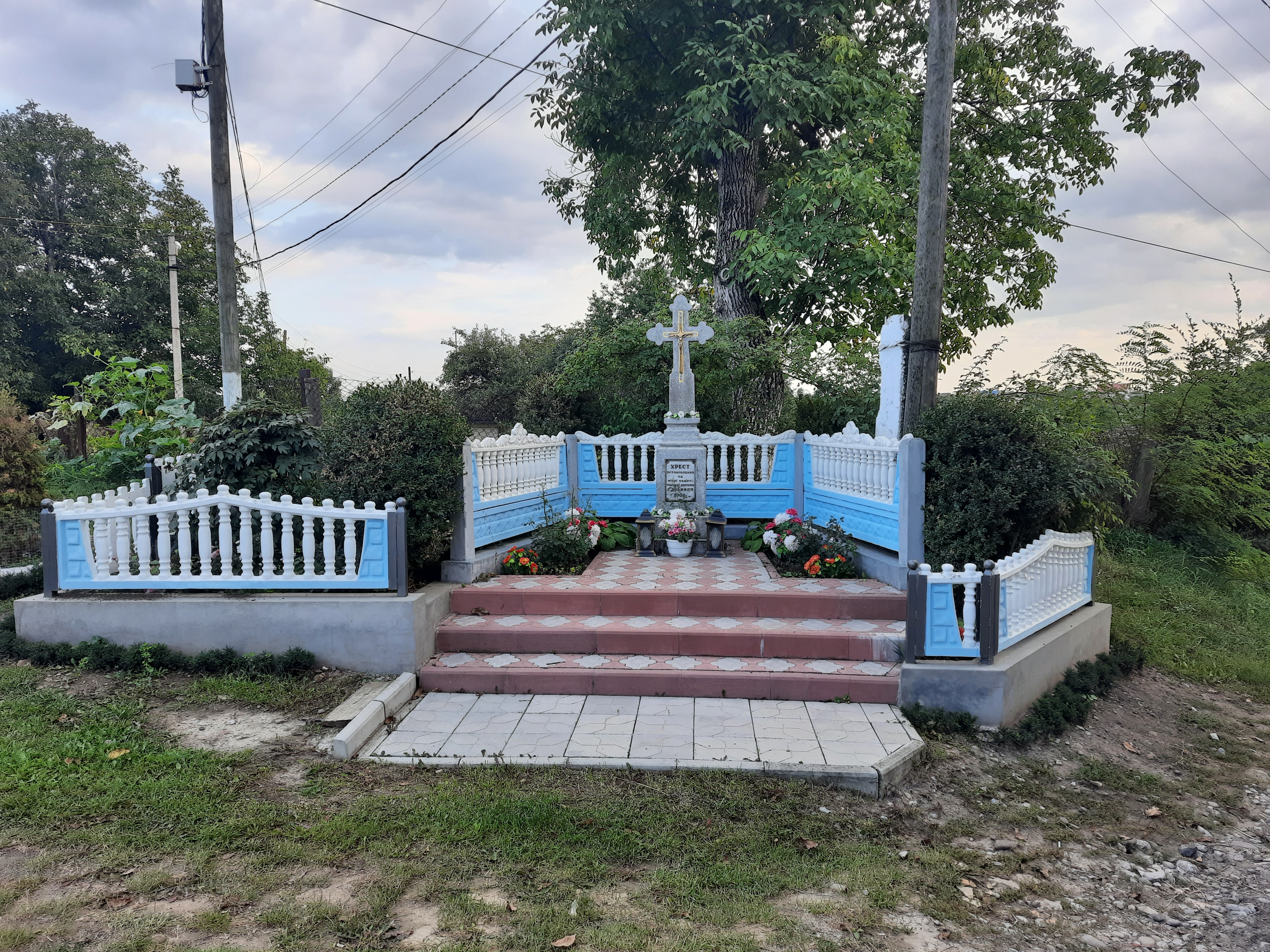
Пам'ятний хрест встановлений на місці першої церкви в селі

Дзви́няч — село в Україні, у Заліщицькій міській громаді Чортківського району Тернопільської області. До 2020 року адміністративний центр Дзвиняцької сільської ради.

## Географія
Село розташоване за 7 км від адміністративного центру громади міста Заліщики, за 120 км від обласного центру та 43 км від районного центру, на берегах річки Дзвіна, правої притоки річки Тупа (басейн Серету, стік Дністра). Найближчий пасажирський залізничний зупинний пункт Дзвиняч (за 2 км).
Село Дзвиняч знаходиться у зоні помірно континентального клімату, з нежарким літом, м'якою зимою і достатньою кількістю опадів. Середня температура липня — +19°С, січня — +4°С. У зв'язку з тим, що територія села розміщена на Подільській височині, рельєф горбистий. Поширені ґрунти сірі лісові і ясно-сірі. Ґрунтоутворними породами є леси й лесові вапняки, глини й інші відклади. На околицях села росте невеликий ліс, у народі його називають — стінка.

## Історія
Поблизу Дзвинячі виявлено археологічні пам'ятки трипільської, гава-голіградської, черняхівської і давньоруської культур.
У 1877 році знайдено динарій імператора Коммода (180—192). Давньоруський могильник розміщений у полі. В селі виявлено підплитове поховання.
Назва населеного пункту походить від назви річки-потічки Дзвінка, пов'язана з течією потоку, що біжить (дзвенить) через село. Конкретних відомостей про час заснування села в архівах немає. Перша писемна згадка — 1517.
У 1612 році — село Звиняче (Zwiniacze), у 1636 зустрічається варіант —  Dzwiniacz(e). У XVI — першій половині XVIII століть село Звиняче, згодом — село Дзвиняч
.
2 жовтня 1656 року король Ян ІІ Казимир надав вінницькому старості (майбутньому брацлавському воєводі) Анджею Потоцькому села Дзвиняч (також Звенигород, Вовківці, Латківці, Бабинці, Трубчин на Поділлі), належні його батьку Якубу: Гряду, Сєцехів, Волю Брюховецьку в Львівській землі, які пізніше були «доживоттям» дружини. Частину маєтків записав на фундацію костелу в Тулішках).
1566 року поселення належало Черминському. Натомість в селі вже була дерев'яна церква.
Згадка про Дзвиняч 1791 року засвідчує перетворення мурованого костелу, заснованого Антоном Хонановським, на церкву. На той час в селі проживала 1641 особа. Ці факти вказують на те, що до 1791 року село було великим, отже — засноване раніше. За переказами старих людей, колись на місці села було поле, серед нього пан збудував маєток. Так як навколо маєтку розлягалися родючі землі, їх почали обробляти люди, що працювали на пана і стали першими поселенцями цієї місцевості..
З історії села відомі лише загальні характерні риси і дещо більше з періоду новітньої історії.
Наприкінці XVI — першій половині ХІХ століть характеризувався занепад господарського життя. Польські пани, шляхтичі знущались з сільських людей. Утікачів від панщини поміщицькі гайдуки виловлювали і нещадно карали. У ХІХ столітті село мало вже 1739 жителів. У 1848 році скасовано панщину. Селяни Дзвиняча для увіковічення цієї події поставили пам'ятний хрест на розі цвинтаря. Після скасування панщини кращі землі належали поміщикам, гірші — селянам. У Дзвинячі пану Томашеві Вартановичу належали сільськогосподарські угіддя — Дупта, Добре поле, у Гаю тощо.
Селяни були малоземельні; лише один мав 15 моргів поля і кількох по 4-5. Чимало мешканців села емігрувало до Канади й США, до Аргентини лише 2-3 родини. Село мало своїх ковалів, столярів, шевців, кравців, ткачів, мулярів.
У селі знаходився двір, власність вірменина Вартановича, два млини і гуральня, а також корчма, яку тримав українець. Колоністів на території села не було, тільки на поблизьких полях, що належали до Заліщиків. Нечисленні латинники розмовляли українською мовою.
Загальна поверхня — 1476 га, в тому числі 548 двірської посілости, з того 1253 орного поля.
Число домогосподарств: 1921 рік — 338, 1931 рік — 378.
Чисельність населення: 1900 р. — 1859 осіб, 1910 рік — 1730 осіб, 1921 ріу — 1641 осіб, 1931 ріка — 1730 осіб.
За австрійською статистикою станом на 1900 рік в громаді налічувалось 1592 гр. кат., 120 р. кат., 32 мойс.; домогосподарств 58 гр. кат., 54 р. кат., 3 мойс.
Мовний склад в громаді: 1556 українців й 188 поляків; налічувалось 54 українських та 61 польських домогосподарств.
Пошта була в Дуплисках (за 4 км), залізнична станція Дзвиняч-Жежава (4-5 км), поліцейський відділок («постерунок») у селі.
Село Дзвиняч (народна назва —  Дзвінєче, Дзвінєчого) положене на горбах, а частинно на долині над потоком (Малий потік мав неофіційну назву — Дзвинячка або Луг). Окремі частини села: Нагорянка, Луг, Горішний кінець, і вулиці: Ксьонцка і Козьмукова. Назви піль: Толока, Шанці, Дукта, За долиною. В полях було багато хрестів, а при в'їздах до села кілька капличок. На території села були каменоломні, копальні піску та глини. Часті прізвища в селі: Найдан, Угринюк, Сохацький, Паньків, Мартинчук, Олійник, Сторожук, Боднарчук, Визнюк.
У греко-католицькій парохії Дзвиняча побудована 1791 року у формі костела мурована Церква Успенія Пресвятої Діви Марії (Станіславівська єпархія, Заліщицький деканат), висвячена також у 1791 році. Патрон: П. Т. Євгеній Вартанович. Парох: Всч. отець Ієронім Темницький, род. 1833 році, рук. 1858, інст. 1868, вдовець, член «Народного дому у Львові».
За Австрії була 2-класна школа з українською мовою навчання, за Польщі чотирикласна утраквістична. Вчителями бували поляки й українці. Керівником був поляк греко-католицького обряду Менкарський, потім Гавран українського походження. Шкільний будинок мурований, що погорів був під час першої війни.
Читальня «Просвіти» мала власний будинок ще перед першою війною, який в часі війни згорів. По війні фондами односельчан з Вінніпегу поставлено новий читальняний будинок. При читальні була гарна бібліотека і часописи: «Народна справа», «Новий час», «Свобода», «Діло», «Громадський голос» і «Місіонер». Були гуртки: аматорській і хоровий. Село мало споживчу кооперативу, філію молочарні у Торському, кружок «Сільського господаря» і «Рідної школи», літні дитячі садки і відділ «Союзу Українок». Перед першою війною молодь гуртувалася в «Січі», у 1930-х роках у товаристві «Луг». Із політичних партій УНДО влаштовувало віче. Суспільно-громадську працю перед першою війною і у перших роках по війні вів парох отець Ісидор Ганкевич із декількома селянськими провідниками, з 1924—1925 роки працю перебрав сільський актив.
До першої світової війни кількох селянських синів вчилися головно в гімназії в Кіцмані. По війні до школи вже не вернулись через свій вік, залишилися в селі і працювали для його національного та економічного розвитку. Імена деяких із них: Іван Мартинчук, Іван Вівчар, Дмитро Борсук, Павло Никорук. До них долучились активні селяни: Яків Боднарчук, Павло Вівчар, Лев і Володимир Думні, Іван Худий, Іван Бариський і Максим Найдан.
До 1930 року відбувалися міжнаціональні непорозуміння на тлі виборів до громадської ради. Підпільний рух проявлявся з 1930 року, але активнішим став набувати з 1940 року. За часи польського панування відбувалися арешти. Зокрема три рази був арештований і один раз засуджений Олекса Ганкевич, син отця Ісидора Ганкевича (1877—1950). До цієї розправи на всіх 12 суддів присяглих покликано 10 колоністів. На розправі Окружного Суду в Чорткові прокурор висловився, що саботажів у повіті не було тому, що повітовий провідник Олекса Ганкевич сидів у тому часі у в'язниці. Проти цього вислову запротестував адвокат доктор Степан Шухевич. З польських організацій був за Польщі «Стшелєц», що з 1935 року був активістом.
Олекса Ганкевич та Юліан Думний звинувачувалися  (27 жовтня 1930 — 22 січня 1931 рр.) у приналежності до УВО (Української Військової Організації) і антипольській діяльності.
5 липня 1930 року «заарештовано за саботаж» у Дзвинячі, повіт Заліщики, — студента О. Ганкевича, учителя Сохацького і двох селян, братів Думних (Юліана та Ярослава).
Учитель Сохацький Григорій Антонович, родом з Дзвиняча, син Антонія Сохацького та Марії Франкель з сім'ї місцевих німецьких колоністів. Був посесором (управителем) маєтку Вартановича в Дзвинячі, учителем, музикантом. Долучився до розвитку просвітньої та бібліотечної справи у Заліщицькому повіті. За патріотичну діяльність переслідуваний польською владою. Був ініціатором створення хати-читальні в селі Дзвинячі. Вона знаходилась у помешканнях У. Я. Якеля, Ганни Шабатури. Анна Михайлівна Шабатура (див. Семаник, 1914—2004) — мати Стефанії Михайлівни Шабатури, чудова писанкарка, вишивальниця, художниця. Стефанія Шабатура — українська митець-килимар, багаторічний політв'язень радянських часів, член Української Гельсінської групи.
У 1922 році почали будувати нову хату-читальню. Ініціаторами створення були Стефан Бондарчук, Дмитро Найдан, Григорій Сохацький, Проць Молдованець, Пилип Думний, Іван Вівчар, Іван Паньків, Василь Визнюк. Першим бібліотекарем був Проць Молдавець. Книжки одержували зі Львова, за які розраховувались коштами, які були зібрані з вистав і концертів.
У 1934 році було збудовано Народний дім, у якому й розмістилася бібліотека. Бібліотекарями тут працювали Мар'ян Теодорович Воронюк, Богдан Іванович Білінський, Іра Паздрій, Степан Петраш. З 1960 по 1973 роки бібліотекою завідувала Євгенія Василівна Корнацька.
Науку в Учительській семінарії почали перед першою світовою війною і закінчили її: Юстина Сохацька, Марія Найдан, Гриць Сохацький [Григорій Антонович Сохацький], Михайло Найдан, Василь Борсук, Юрко Козьмук, а з молодших Сильвестер Сохацький і Павло Заравецький. Високі школи закінчили: доктор Степан Боднарчук (порівняльна філологія), що опісля працював асистентом професора Віденського університету, Іван Костинюк — право, Лев Сохацький — політехніку на Чехах (загинув в аварії на мотоциклі), отець Володимир Ганкевич — Богословську Академію у Львові (помер у 1953 році), Олекса Ганкевич — філософію у Львівському університеті, з якої не зміг користувати через конфлікт з польським карним кодексом за приналежність до ОУН. По другій війні Маріян Боднарчук закінчив політехніку у Відні і там залишився на праці.
Народний одяг по Першій світовій війні почав уступати місце міському, проте дехто носив його й до Другої світової війни, особливо під час Великодніх свят. Зразки цього одягу збереглися в домі Олекси Ганкевича та в українському музею в Чикаго.
Наприкінці XIX століття на землях Заліщицького повіту з'явились землеміри-проєктанти, з метою підготувати проєкт залізничної лінії Заліщики — Тернопіль, яка б проходила і через поля села. Збудована залізнична колія Дзвиняч — Жежава (нині — Зелений Гай (завдовжки 3,5 км). У 1920 році всю роботу щодо конфіскації поміщицької власності очолив революційний комітет і земельна комісія, до складу якої увійшли бідні селяни.
Після Першої світової війни в селі були засновані кооператива й молочарня, яка закуповувала молоко. Кооператива і молочарня не лише закуповували і продавали продукцію, а й вели просвітницьку роботу з виховання високої національної свідомості. У  XVIII столітті в селі був зведений великий двоповерховий панський дім. У 1947 році панський дім став колгоспною конторою. Другий поверх розібрали і перекрили приміщення. У 1960-х роках побудували нове приміщення для контори, а тут розмістився дитячий дошкільний заклад.
У 1890-х роках була зведена будівля нової школи, де з 1974 року діє дитячий садочок «Сонечко», а в панському домі діяли виробничі цехи, тепер будинок є приватною власністю.
Діяли товариства «Просвіта», «Січ» (заснована синами пароха Ганкевича) , «Луг», «Сільський господар», «Союз українок», «Рідна школа».
У 1914 році, з нагоди святкування 100-річного ювілею Т. Г. Шевченка за ініціативою письменника Йосипа Маковея в селі головні вулиці були названі іменами Тараса Шевченка та Івана Франка.
У селі при читальні, головою якої був Петро Матіюк, діяв драматичний гурток і хор.
Під час відступу УГА (травень-червень 1919 року; до початку Чортківської офензиви) в ході українсько-польської війни 1918—1919 років в селі розташовувалась командування 3-го корпусу УГА.
З 7 липня 1941 по 16 квітня 1944 роки село перебувало під нацистською окупацією. Під час німецько-радянської війни у Червоній армії загинуло 35 жителів села, 38 пропали безвісти (1944—1945 рр.).
28 лютого 1942 року 38 юнаків і дівчат вивезли до Німеччини на роботу.
У 1944—1953 роках, за участь у національно-визвольній боротьбі, були ув'язнені 23 жителі села, 15 осіб виселені у Сибір; загинуло 17 борців ОУН і УПА.
Є відомості про існування табору примусової праці для євреїв, що діяв з 10 вересня 1941 по 7 травня 1942 роки
Відомі борці за свободу-уродженці села: члени ОУН Андрій Бариський, сестри-зв'язкові УПА Ганна («Марія»; загинула 1945 р.) і Савина (загинула 1945 р.) Борсуки, повітовий провідник ОУН Олекса Ганкевич, Володимир (1904—1946), стрілець УПА Євген (1909—1945) та командир самооборонного кущового відділу (СКВ), районний референт Служби безпеки ОУН Юліан («Гамалія»; 1919—1947) та Йосип Гошовські, Василь Ковцун, Володимир (заг. 1919 р.) та Микола Найдани, Антон Народивий, ройовий УПА Андрій Сохацький («Ліс»; 1925—1946), Омелян Шлапак, стрілець УПА Василь Яремій (1912—1946), зв'язкові ОУН Ганна Боднарчук (1926 р. н.), Ярослава Думна, Євгенія Кирницька.
У 1944 р. була організована перша сільськогосподарська спілка, а згодом реорганізована в колгосп; у 1990-х землі розпайовано.
До 1995 року до Дзвиняцької сільської ради входило і село Дуплиська.
12 червня 2020 року, відповідно до розпорядження Кабінету Міністрів України № 724-р «Про визначення адміністративних центрів та затвердження територій територіальних громад Тернопільської області» увійшло до складу Заліщицької міської громади.
19 липня 2020 року, в результаті адміністративно-територіальної реформи та ліквідації Заліщицького району, село увійшло до складу Чортківського району.

## Населення
Чисельність населення складала — 1051 мешканців (2008), дворів — 375. Національний склад — 98 % українці, а 2 % — переселенці і росіяни.

### Мова
Розподіл населення за рідною мовою за даними перепису 2001 року:
| Мова       | Кількість | Відсоток |
| ---------- | --------- | -------- |
| українська | 1101      | 99.55%   |
| російська  | 5         | 0.45%    |
| Усього     | 1106      | 100%     |

## Релігія
- церква Успіння Пресвятої Богородиці (1791, ПЦУ),
- каплиця Матері Божої Ангельської (1871, РКЦ).

### Каплиця Пресвятої Діви Марії
Пам'ятка архітектури місцевого значення. Розташована на вулиці Лисенка. Збудована у 1908 році. У 1925—1930 роках зруйнована. У 1991 році її реставровано односельцями під керівництво сільського голови Івана Монича. У 2019 році родиною Яреміїв проведено капітальний ремонт.

## Пам'ятники
У 1945 році після закінчення німецько-радянської війни почали повертатися з фронтів чоловіки. З села Дзвиняч на фронті воювало 197 чоловіків, 61 з них загинув, а 153 нагороджено орденами і медалями. У 1967 році споруджено пам'ятник воїнам-односельцям, полеглим у німецько-радянській війні.
У 1989 році відновлено пам'ятний знак на честь скасування панщини.

## Соціальна сфера
- Загальноосвітня школа I—II ступеня
- Клуб
- Відділення поштового зв'язку
- Амбулаторія
- Народний дім
- Бібліотека.

## Підприємства
На території села є чимало підприємств, приватні підприємці утримують свиноферми, птахофабрики, млин, олійню і торгові заклади. Досить популярним є приватне підприємство «Аква-Океанія», де вироблять солодкі й мінеральні води, а також ПП Кобіс Степан Володимирович.

## Відомі особи
Уродженці села:
- Баранецький Павло (1894 — 28 липня 1925) — випускник учительської семінарії, поручник УГА, командир скорострільної сотні 10-ї Янівеської бригади. Помер у військовій лікарні м. Штернберг у Мекленбург-Передній Померанії.
- Бежук Марія Мар'янівна (нар. 1952) — українська педагогиня
- Угринюк Марія — канадська співачка українського походження, акторка.
- Мальований Василь (нар. 1894) — український січовий стрілець, підхорунжий 3-ї сотні І полку УСС[16].
- Ганкевич Олекса (13 лютого 1906 — 15 жовтня 1969) — повітовий провідник ОУН. Похований у Чикаго, Іллінойс на українському цвинтарі Святого Миколая поряд з дружиною — Анною Ганкевич (1910—1986).
- Яворський Мар'ян Михайлович — конструктор літакобудування, який довгий час працював у Москві.
- Найдан Володимир Матвійович — доктор хімічних наук.
- Гошовський Миколай (1778—1828) — польський правник, громадський діяч.
- Третяк Антон Миколайович (нар. 24 червня 1949) — громадський діяч, член-кореспондент Національної академії аграрних наук України.